# Oskar Rupp
Oskar Rupp (* 13. März 1876 in Kirchheim unter Teck; † 6. Oktober 1963 in Korntal) war ein deutscher Jurist.

## Werdegang
Der Sohn eines Postrats studierte von 1894 bis 1898 Rechts- und Staatswissenschaften an der Universität Tübingen. 1898 legte er die erste und 1900 die zweite höhere Dienstprüfung ab. Seine berufliche Laufbahn begann er als Hilfsarbeiter und stellvertretender Amtmann bei den Oberämtern Hall, Heidenheim, Neckarsulm und Waiblingen. Zwischen 1905 und 1913 war er Amtmann in Tübingen und Freudenstadt. Als Kollegialhilfsarbeiter arbeitete er zwischen 1913 und 1915 bei der Regierung des Jagstkreises in Ellwangen. Von 1915 bis 1916 war er Amtsverweser beim Oberamt Nürtingen und von 1916 bis 1919 planmäßiger Assessor beim Oberversicherungsamt. Von 1919 bis 1922 leitete er als Oberamtmann das Oberamt Besigheim. Danach war er bis 1924 Vorsitzender der Spruchkammer des Oberversicherungsamts und des Versorgungsgerichts in Ellwangen und bis 1925 Regierungsrat beim Innenministerium. 1925 wurde er als Oberverwaltungsrat beim Verwaltungsgerichtshof in Stuttgart verwendet, wo er 1927 zum Oberverwaltungsgerichtsrat ernannt wurde. Wegen seines Einsatzes für die Bekennende Kirche wurde er 1941 von den Nationalsozialisten in den Ruhestand versetzt. Nach Ende des Zweiten Weltkriegs war er von 1946 bis 1948 erster Präsident des Verwaltungsgerichtshofs Württemberg-Baden.  
Der Schriftsteller Hermann Hesse verewigte ihn in seinem Buch Hermann Lauscher als „Oscar Ripplein“.

## Ehrung
- 1953: Großes Verdienstkreuz der Bundesrepublik Deutschland